# Дискография Лорд
Дискография новозеландской автора-исполнительницы Лорд включает 4 студийных альбома, 3 мини-альбома, 16 синглов, 16 музыкальных видео и 1 саундтрек. По данным на конец 2014 года, песни Лорд разошлись по миру в количестве более 17 миллионов копий, включая 6,8 миллионов треков в Соединённых Штатах.
В возрасте 13 лет Лорд подписала контракт с американским лейблом Universal Music Group (UMG) и начала писать музыку. В ноябре 2012 года, тогда уже 16-летняя исполнительница самостоятельно выпустила свой дебютный мини-альбом The Love Club EP через сайт SoundCloud. В марте 2013 года пластинка была издана в коммерческих целях на лейбле UMG. The Love Club EP достиг вторых позиций в чартах Австралии и Новой Зеландии. Альбом стал пятым самым продаваемым диском в Новой Зеландии в 2013 году. В американском чарте Billboard 200 пластинка достигла 23 строчки.
Композиция «Royals» была выпущена в качестве дебютного сингла Лорд в марте 2013 года и стала хитом в Новой Зеландии. Позже трек возглавил многие международные чарты, включая американский Billboard Hot 100 и британский UK Singles Chart. Лорд стала первой новозеландской исполнительницей, песня которой достигла вершины Hot 100. В сентябре 2013 года Лорд выпустила дебютный студийный альбом Pure Heroine, который также включал «Royals». Пластинка достигла первых позиций в чартах Австралии и Новой Зеландии. «Tennis Court» была выпущена вторым синглом с альбома и возглавила сингловый чарт Новой Зеландии. Третий сингл «Team» достиг первой десятки десятки в чартах Новой Зеландии, Канады и Соединённых Штатов. «No Better» и «Glory and Gore» были выпущены как четвёртый и пятый синглы соответственно. В сентябре 2014 года Лорд выпустила песню «Yellow Flicker Beat» в качестве ведущего сингла с саундтрека к фильму «Голодные игры: Сойка-пересмешница. Часть 1» режиссёра Френсиса Лоуренса.
В марте 2017 года Лорд выпустила песню «Green Light» в качестве первого сингла со второго студийного альбома, Melodrama, релиз которого состоялся в июне того же года. Трек возглавил чарт Новой Зеландии и достиг 19 позиции в чарте Billboard Hot 100. Пластинка Melodrama дебютировала с верхней позиции в Billboard 200, став первым возглавившим чарт альбомом для исполнительницы. Вторым синглом стала композиция «Perfect Places», выпущенная в начале июня 2017 года; трек достиг 95 строчки в британском чарте UK Singles Chart. Ремикс «Homemade Dynamite», записанный при участии Khalid, SZA и Post Malone, был выпущен третьим синглом 16 сентября 2017 года, и дебютировал с 92 места в Billboard Hot 100, также достигнув двадцатой позиции в чарте Новой Зеландии.
| Сокращения названий стран (по стандарту ГОСТ 7.67) | Сокращения названий стран (по стандарту ГОСТ 7.67) | |
| --- | --- | --- |
| \| - АВТ — Австрия - АВС — Австралия - БЕЛ — Бельгия - КАН — Канада - ШВА — Швейцария - ИСП — Испания - ГЕР — Германия - ДАН — Дания - БРА — Бразилия - АРГ — Аргентина \| - ВЕН — Венгрия - ФИН — Финляндия - ФРА — Франция - ВЕЛ — Великобритания - ГРИ — Греция - ИРЯ — Ирландия - ИТА — Италия - ЯПО — Япония - ПОЛ — Польша - РОФ — Россия \| - НИД — Нидерланды - НОР — Норвегия - НОЗ — Новая Зеландия - США — Соединённые Штаты Америки - ШВЕ — Швеция - ПОР — Португалия - МЕК — Мексика - ИЗР — Израиль - КОЛ — Колумбия - КОР — Республика Корея \| | | |
| - АВТ — Австрия - АВС — Австралия - БЕЛ — Бельгия - КАН — Канада - ШВА — Швейцария - ИСП — Испания - ГЕР — Германия - ДАН — Дания - БРА — Бразилия - АРГ — Аргентина | - ВЕН — Венгрия - ФИН — Финляндия - ФРА — Франция - ВЕЛ — Великобритания - ГРИ — Греция - ИРЯ — Ирландия - ИТА — Италия - ЯПО — Япония - ПОЛ — Польша - РОФ — Россия | - НИД — Нидерланды - НОР — Норвегия - НОЗ — Новая Зеландия - США — Соединённые Штаты Америки - ШВЕ — Швеция - ПОР — Португалия - МЕК — Мексика - ИЗР — Израиль - КОЛ — Колумбия - КОР — Республика Корея |

## Альбомы

### Студийные альбомы
| Год  | Детали                                                                                       | Максимальная позиция | Максимальная позиция | Максимальная позиция | Максимальная позиция | Максимальная позиция | Максимальная позиция | Максимальная позиция | Максимальная позиция | Максимальная позиция | Максимальная позиция | Максимальная позиция | Максимальная позиция | Максимальная позиция | Максимальная позиция | Максимальная позиция | Максимальная позиция | Максимальная позиция | Максимальная позиция | Максимальная позиция | Максимальная позиция | Максимальная позиция | Сертификации |
| Год  | Детали                                                                                       | НОЗ                  | США                  | АВС                  | АВТ                  | БЕЛ                  | ВЕЛ                  | ГЕР                  | ГРИ                  | ДАН                  | ИРЯ                  | КАН                  | НИД                  | НОР                  | ПОР                  | США Alt              | США Rock             | ФРА                  | ШВА                  | ШВЕ                  | ШОТ                  | КОР                  | Сертификации |
| ---- | -------------------------------------------------------------------------------------------- | -------------------- | -------------------- | -------------------- | -------------------- | -------------------- | -------------------- | -------------------- | -------------------- | -------------------- | -------------------- | -------------------- | -------------------- | -------------------- | -------------------- | -------------------- | -------------------- | -------------------- | -------------------- | -------------------- | -------------------- | -------------------- | --- |
| 2013 | Pure Heroine - Релиз: 27 сентября - Лейбл: UMG, Lava, Republic - Форматы: CD, LP, ЦД         | 1                    | 3                    | 1                    | 14                   | 16/17                | 4                    | 13                   | 13                   | 12                   | 4                    | 2                    | 14                   | 2                    | 13                   | 1                    | 1                    | 20                   | 8                    | 6                    | 6                    | 11                   | - RMNZ: 5× Платиновый - ARIA: 4× Платиновый - BPI: Платиновый - BVMI: Золотой - IFPI DEN: Золотой - IFPI SWE: Золотой - MC: 2× Платиновый - SNEP: Золотой - RIAA: 3× Платиновый |
| 2017 | Melodrama - Релиз: 16 июня - Лейбл: UMG, Lava, Republic - Форматы: CD, LP, ЦД                | 1                    | 1                    | 1                    | 8                    | 12/12                | 5                    | 11                   | —                    | 6                    | 3                    | 1                    | 6                    | 4                    | 10                   | 1                    | —                    | 29                   | 7                    | 10                   | 7                    | 6                    | - RMNZ: 2× Платиновый - ARIA: Платиновый - BPI: Золотой - IFPI DEN: Золотой - MC: Платиновый - RIAA: Золотой                                                                    |
| 2021 | Solar Power - Релиз: 20 августа - Лейбл: UMG, Lava, Republic - Форматы: LP, Digital download | 1                    | 5                    | —                    | —                    | —                    | 2                    | 4                    | —                    | 10                   | —                    | 6                    | —                    | —                    | —                    | —                    | —                    | 16                   | —                    | —                    | —                    | —                    | - RMNZ: Золотой |
| 2025 | Virgin - Релиз: 27 июня - Лейбл: UMG - Форматы: LP, CD, Digital download                     | —                    | —                    | —                    | —                    | —                    | —                    | —                    | —                    | —                    | —                    | —                    | —                    | —                    | —                    | —                    | —                    | —                    | —                    | —                    | —                    | —                    | |

### Саундтреки
| 2014 | The Hunger Games: Mockingjay, Part 1 - Релиз: 17 ноября - Лейбл: Republic - Форматы: CD, ЦД | 18 | 9 | 36 | 60 | 22 | 73 | 64 | 35 | 58/54 | 30 | 19 | 3 | 3 |

### Мини-альбомы
| Год  | Детали                                                                                          | Максимальная позиция           | Максимальная позиция           | Максимальная позиция           | Максимальная позиция           | Максимальная позиция           | Сертификации                                 |
| Год  | Детали                                                                                          | США                            | НОЗ                            | АВС                            | КАН                            | США Rock                       | Сертификации                                 |
| ---- | ----------------------------------------------------------------------------------------------- | ------------------------------ | ------------------------------ | ------------------------------ | ------------------------------ | ------------------------------ | -------------------------------------------- |
| 2013 | The Love Club EP - Релиз: 8 марта - Лейбл: UMG, Virgin EMI - Форматы: CD, ЦД, 10-дюймовый винил | 23                             | 2                              | 2                              | 22                             | 6                              | Список - АВС: 7×Платиновый - НОЗ: Платиновый |
| 2013 | Tennis Court EP - Релиз: 7 июня - Лейбл: UMG, Virgin EMI - Форматы: ЦД, 10-дюймовый винил       | Не был выпущен в этих странах. | Не был выпущен в этих странах. | Не был выпущен в этих странах. | Не был выпущен в этих странах. | Не был выпущен в этих странах. | —                                            |
| 2013 | Live in Concert - Релиз: 1 ноября - Лейбл: UMG, Republic - Форматы: Стриминг                    | Не был выпущен для продажи.    | Не был выпущен для продажи.    | Не был выпущен для продажи.    | Не был выпущен для продажи.    | Не был выпущен для продажи.    | Не был выпущен для продажи.                  |

## Синглы
| Название                                | Год  | Позиция в чарте | Позиция в чарте | Позиция в чарте | Позиция в чарте | Позиция в чарте | Позиция в чарте | Позиция в чарте | Позиция в чарте | Позиция в чарте | Позиция в чарте | Сертификация | Альбом                              |
| Название                                | Год  | NZ              | AUS             | CAN             | DEN             | FRA             | GER             | ITA             | SWE             | UK              | US              | Сертификация | Альбом                              |
| --------------------------------------- | ---- | --------------- | --------------- | --------------- | --------------- | --------------- | --------------- | --------------- | --------------- | --------------- | --------------- | --- | ----------------------------------- |
| «Royals»                                | 2013 | 1               | —               | 1               | 3               | 4               | 8               | 1               | 4               | 1               | 1               | - RMNZ: 6× Платиновый - BPI: Платиновый - BVMI: Золотой - FIMI: 2× Платиновый - IFPI DEN: Платиновый - IFPI SWE: 2× Платиновый - MC: 7× Платиновый - RIAA: 10× Платиновый                | The Love Club EP Pure Heroine       |
| «Tennis Court»                          | 2013 | 1               | 20              | 78              | —               | 193             | 83              | —               | —               | 78              | 71              | - RMNZ: 3× Платиновый - ARIA: 2× Платиновый - MC: Платиновый | Pure Heroine                        |
| «Team»                                  | 2013 | 3               | 19              | 3               | 20              | 24              | 20              | 19              | 39              | 29              | 6               | - RMNZ: 2× Платиновый - ARIA: 2× Платиновый - BPI: Серебряный - BVMI: Золотой - FIMI: Платиновый - IFPI DEN: Платиновый - IFPI SWE: Платиновый - MC: 4× Платиновый - RIAA: 4× Платиновый | Pure Heroine                        |
| «Glory and Gore»                        | 2014 | —               | 100             | —               | —               | —               | —               | —               | —               | —               | 68              | | Pure Heroine                        |
| «Yellow Flicker Beat»                   | 2014 | 4               | 25              | 21              | —               | 93              | 38              | 86              | —               | 71              | 34              | - RMNZ: Платиновый - ARIA: Золотой | The Hunger Games: Mockingjay, Pt. 1 |
| «Green Light»                           | 2017 | 1               | 4               | 9               | —               | 24              | 33              | —               | 58              | 20              | 19              | - RMNZ: 2× Платиновый - ARIA: 4× Платиновый | Melodrama                           |
| «Perfect Places»                        | 2017 | 11              | 44              | 76              | —               | —               | —               | —               | —               | 95              | —               | - RMNZ: Золотой - ARIA: Платиновый - BPI: Серебряный - MC: Золотой - RIAA: Золотой | Melodrama                           |
| «—» означает, что релиз не попал в чарт |      |                 |                 |                 |                 |                 |                 |                 |                 |                 |                 | |                                     |

### Как приглашённый артист
| Название                                             | Год  | Позиция в чарте | Позиция в чарте | Позиция в чарте | Позиция в чарте | Позиция в чарте | Позиция в чарте | Позиция в чарте | Позиция в чарте | Позиция в чарте | Позиция в чарте | Сертификация                       | Альбом           |
| Название                                             | Год  | NZ              | AUS             | BEL (FL)        | CAN             | FRA             | IRE             | NL              | UK              | US              | US Elec         | Сертификация                       | Альбом           |
| ---------------------------------------------------- | ---- | --------------- | --------------- | --------------- | --------------- | --------------- | --------------- | --------------- | --------------- | --------------- | --------------- | ---------------------------------- | ---------------- |
| «Team Ball Player Thing» (вместе с #KiwisCureBatten) | 2015 | 2               | —               | —               | —               | —               | —               | —               | —               | —               | —               |                                    | Non-album single |
| «Magnets» (Disclosure при участии Lorde)             | 2015 | 2               | 14              | 36              | 58              | 87              | 64              | 74              | 71              | 102             | 8               | - ARIA: Золотой - RMNZ: Платиновый | Caracal          |

### Промосинглы
| Название                                | Год  | Позиция в чарте | Позиция в чарте | Альбом                              |
| Название                                | Год  | NZ              | US Rock         | Альбом                              |
| --------------------------------------- | ---- | --------------- | --------------- | ----------------------------------- |
| «Bravado»                               | 2013 | —               | 29              | The Love Club EP                    |
| «Buzzcut Season»                        | 2013 | —               | 29              | Pure Heroine                        |
| «Ribs»                                  | 2013 | 29              | 26              | Pure Heroine                        |
| «No Better»                             | 2013 | 7               | —               | Pure Heroine                        |
| «Flicker (Kanye West Rework)»           | 2014 | —               | —               | The Hunger Games: Mockingjay, Pt. 1 |
| «—» означает, что релиз не попал в чарт |      |                 |                 |                                     |

## Другие песни в чартах
| Название                                                      | Год  | Позиция в чарте | Позиция в чарте | Позиция в чарте | Позиция в чарте | Позиция в чарте | Позиция в чарте | Позиция в чарте | Позиция в чарте | Сертификация    | Альбом                              |
| Название                                                      | Год  | NZ              | AUS             | BEL (FL)        | BEL (WA)        | FRA             | UK              | US Bub.         | US Rock         | Сертификация    | Альбом                              |
| ------------------------------------------------------------- | ---- | --------------- | --------------- | --------------- | --------------- | --------------- | --------------- | --------------- | --------------- | --------------- | ----------------------------------- |
| «Million Dollar Bills»                                        | 2013 | —               | —               | —               | —               | —               | —               | —               | 29              |                 | The Love Club EP                    |
| «The Love Club»                                               | 2013 | 17              | —               | —               | —               | —               | —               | 20              | 18              | - RMNZ: Золотой | The Love Club EP                    |
| «Swingin Party»                                               | 2013 | 10              | —               | —               | —               | —               | —               | —               | —               |                 | Tennis Court EP                     |
| «400 Lux»                                                     | 2013 | —               | —               | —               | —               | —               | —               | —               | 20              |                 | Pure Heroine                        |
| «Still Sane»                                                  | 2013 | —               | —               | —               | —               | —               | —               | —               | 45              |                 | Pure Heroine                        |
| «White Teeth Teens»                                           | 2013 | —               | —               | —               | —               | —               | —               | —               | 33              |                 | Pure Heroine                        |
| «A World Alone»                                               | 2013 | —               | —               | —               | —               | —               | —               | —               | 38              |                 | Pure Heroine                        |
| «Everybody Wants to Rule the World»                           | 2013 | 14              | 53              | —               | —               | 93              | 65              | —               | 27              |                 | The Hunger Games: Catching Fire     |
| «Meltdown» (Stromae featuring Pusha T, Q-Tip, Haim and Lorde) | 2014 | —               | —               | 7               | 5               | 107             | —               | —               | —               |                 | The Hunger Games: Mockingjay, Pt. 1 |
| «Ladder Song»                                                 | 2014 | —               | —               | —               | —               | —               | —               | —               | 43              |                 | The Hunger Games: Mockingjay, Pt. 1 |
| «—» означает, что релиз не попал в чарт                       |      |                 |                 |                 |                 |                 |                 |                 |                 |                 |                                     |

## Музыкальные видео
| Название              | Год  | Режиссёр        | Прим.  |
| --------------------- | ---- | --------------- | ------ |
| «Royals»              | 2013 | Джоел Кефали    | [ 64 ] |
| «Tennis Court»        | 2013 | Джоел Кефали    | [ 65 ] |
| «Team»                | 2013 | Young Replicant | [ 66 ] |
| «Yellow Flicker Beat» | 2014 | Эмили Кай Бок   | [ 67 ] |
| «Magnets»             | 2015 | Райан Хоуп      | [ 68 ] |
| «Green Light»         | 2017 | Грант Сингер    | [ 69 ] |